# Isopterygium applanatum
Isopterygium applanatum är en bladmossart som beskrevs av Fleischer 1923. Isopterygium applanatum ingår i släktet Isopterygium och familjen Hypnaceae. Inga underarter finns listade i Catalogue of Life.